# Jordi Xuclà
Jordi Xuclà i Costa (Olot, Gerona, 13 de mayo de 1973) es un abogado y profesor de relaciones internacionales. De 2000 a 2004 fue senador y de 2004 a 2019 fue diputado en el Congreso de los Diputados por Convergencia i Unió. De 2016 a 2020 fue miembro del Partido Demócrata Catalán. De 2008 a 2019 fue miembro de la Asamblea Parlamentaria del Consejo de Europa (siglas en inglés: PACE). Fue presidente del grupo liberal ALDE en PACE de 2014 a 2017 y miembro del Comité de Elección de Jueces de la Corte Europea de Derechos Humanos (2013-2019).

## Biografía
Licenciado en Derecho, es abogado y profesor asociado de relaciones internacionales en Blanquerna Universidad Ramon Llull. Fue profesor de Derecho Administrativo en la Universidad de Gerona. Miembro de Convergència Democràtica de Catalunya (CDC) de 1989 a 2016, fue secretario general y presidente de su organización juvenil, la Joventut Nacionalista de Catalunya entre 1998 y 2002. En las elecciones generales de 2000 fue elegido senador por la circunscripción de Gerona integrado en la candidatura de Convergència i Unió (CiU), y en las elecciones generales de 2004, 2008, 2011, 2015 y 2016 fue diputado al Congreso por la misma circunscripción.
Actualmente trabaja como abogado y consultor en relaciones internacionales y profesor universitario.